# Smogorzewice Korzybskie
Smogorzewice Korzybskie – zlikwidowany przystanek kolei wąskotorowej (Koszalińska Kolej Wąskotorowa), w województwie zachodniopomorskim, w Polsce. Przystanek został zlikwidowany w kwietniu 1945 roku.